# Frekvenční spektrum

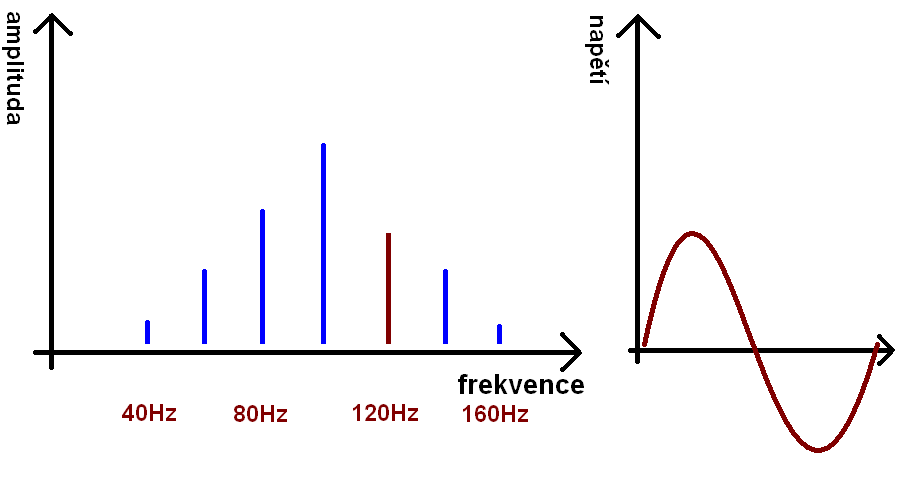
Frekvenční spektrum závislosti amplitudy na frekvenci

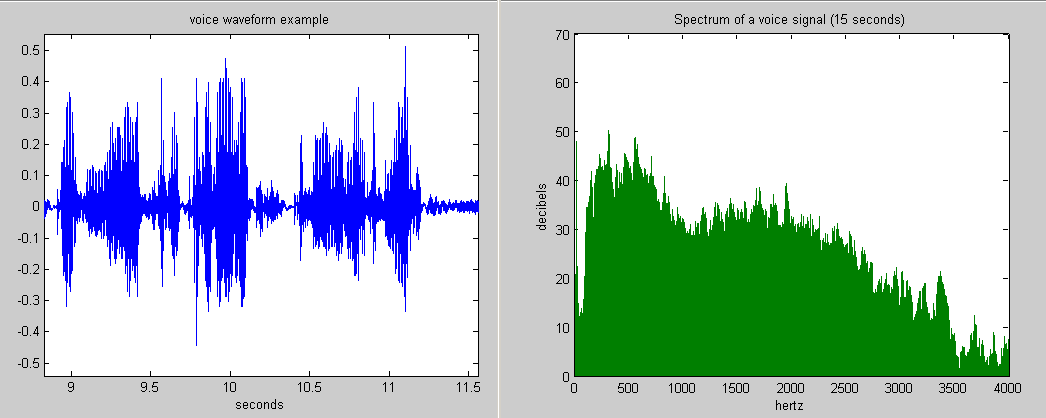
Na obrázku vlevo, je nahraný lidský hlas z pohledu amplitudy. Vpravo je zobrazeno frekvenční spektrum.

Frekvenční spektrum je zobrazení určitých frekvencí z pohledu opakování, síly frekvence, nebo také amplitudy. Frekvenční spektrum zobrazujeme pomocí spektrálního analyzátoru.
Frekvenční spektrum je závislost amplitudy měřené veličiny na frekvenci. Z frekvenčního spektra jsou pak patrné ty frekvence jednoduchých kmitavých pohybů, které mají na výsledný složený průběh největší vliv.

Frekvenční spektrum se využívá ve zvukařské technice, pokud je například potřeba potlačit rušivou frekvenci. Díky spektru také vidíme rozložení frekvencí v záznamu, který se využívá podobně jako fotografický histogram.